# The Devil Bat
The Devil Bat er en amerikansk film fra 1940. Den er skrevet af John T. Neville, efter en historie af George Bricker, og er instrueret af Jean Yarbrough.
Filmen handler om Dr. Paul Carruthers (spillet af Bela Lugosi), der bliver rasende over at et parfume-firma stadig bruger den af ham opfundne parfume efter at have fyret ham og tager hævn. I sit hjems laboratorium forstørrer han sine flagermus og sender dem ud at dræbe sine tidligere arbejdsgivere. Dvs. alle, der er blevet påført hans, efter fyringen, nyeste parfume – som han venligt smilende giver dem med hjem som prøve under påskud af at ville sælge dem den nye parfume til distribution. 